# Leluthia canalia
Leluthia canalia är en stekelart som först beskrevs av Marsh 1993.  Leluthia canalia ingår i släktet Leluthia och familjen bracksteklar. Inga underarter finns listade i Catalogue of Life.